# Adamsite-(Y)
L'Adamsite-(Y) (d'ancienne référence IMA 1999-020) est un carbonate hydraté de sodium et d'yttrium de formule chimique NaY(CO3)2·6H2O dont la dureté sur l'échelle de Mohs est de 3. Il est dédié à Frank Dawson Adams (1859–1942), professeur de géologie.